# Saadanius
 Saadanius  ist eine ausgestorbene Gattung der Primaten, die während des mittleren Oligozäns auf der Arabischen Halbinsel vorkam. In Saudi-Arabien entdeckte Fossilien, die zu dieser Gattung gestellt wurden, datierten ihre Entdecker in der Erstbeschreibung von Gattung und Typusart Saadanius hijazensis im Jahr 2010 anhand radiometrischer Methoden auf mindestens 26 bis 21 Millionen Jahre und anhand von biostratigraphischen Analysen – darunter Tiere aus der Gruppe der Anthracotheriidae – in die Zeit vor rund 29 bis 28 Millionen Jahren. Die Fossilien wurden von ihren Entdeckern in die Nähe der letzten gemeinsamen Vorfahren von Meerkatzenverwandten (Cercopithecoidea) und Menschenartigen (Hominoidea) gestellt. Ihr Fund wurde zugleich als Bestätigung der Hypothese bewertet, dass die frühe Evolution der Altweltaffen sich in der afrikanisch-arabischen Region vollzog.

## Namensgebung
Diese Bezeichnung Saadanius ist abgeleitet von arabisch sa'adan / سَعدان / saʿdān / ‚Affe‘. Das Epitheton der bislang einzigen wissenschaftlich beschriebenen Art Saadanius hijazensis verweist auf den Fundort in der Region Hedschas (الحجاز al-Hidschāz, DMG al-Ḥiǧāz), im englischen Sprachraum Al Hijaz. Saadanius hijazensis bedeutet somit sinngemäß „Affe aus Hedschas“.
In der Erstbeschreibung von Gattung und Typusart wurden diese der 2010 zugleich neu eingeführten Familie Saadaniidae und der ebenfalls neu eingeführten Überfamilie Saadanioidea innerhalb der Altweltaffen (Catarrhini) zugeordnet.

## Erstbeschreibung
Als Holotypus wurde in der Erstbeschreibung der Gattung und zugleich der Typusart Saadanius hijazensis das Fragment des Gesichtsschädels eines vermutlich erwachsenen, männlichen Individuums ausgewiesen (Sammlungsnummer SGS-UM 2009-002), der in der paläontologischen Abteilung des Saudi Geological Survey in Dschidda aufbewahrt wird. Diesem Fossil zugeordnet werden konnten u. a. Bruchstücke von Knochen aus dem Bereich der Augenhöhlen und der Nase, der fast vollständig erhaltene Gaumen sowie Teile des Oberkiefers mit einigen erhaltenen Backenzähnen, Schneidezähnen und einem Eckzahn.
Freigelegt wurden die fossilen Knochen im Jahr 2009 am nordwestlichen Rand von Harrat Al Ujayfa in der Region Hedschas, Saudi-Arabien, oberhalb einer oolithischen Eisenerzformation während der Suche nach fossilen Wal- und Dinosaurier-Knochen. Ihr Entdecker, Iyad S. Zalmout, war zu dieser Zeit Postdoc in der Arbeitsgruppe von Philipp D. Gingerich, University of Michigan.

## Merkmale
Saadanius hijazensis war zu Lebzeiten vermutlich so groß wie ein Siamang und wog ungefähr 15 bis 20 Kilogramm. Es fehlen alle speziellen Merkmale, die es ermöglichen, Meerkatzenverwandte und Menschenartige voneinander zu unterscheiden. Die Gestalt seines Gesichts ist der Erstbeschreibung zufolge intermediär zwischen Aegyptopithecus und den späteren Arten des Miozän; es ähnelte vermutlich eher dem Gesicht der heutigen Paviane als dem Gesicht der Gibbons. Hervorstechende Merkmale sind insbesondere sein relativ langgestrecktes Gesicht und das schnauzenartige Hervortreten der Gesichtsknochen; ferner das als „ursprüngliches“ Merkmal bewertete Fehlen einer Stirnhöhle, das Vorhandensein recht kleiner Eckzähne sowie der Bau der relativ breiten, mit nur dünnem Zahnschmelz überzogenen Großen Backenzähne. Als auffälliges „neu erworbenes“ Merkmal gilt hingegen der – vom erhaltenen Schläfenbein ableitbare – Bau des äußeren Gehörgangs. Erkennbar sind ferner eine tiefe Bissmarke im mittleren Bereich des Gesichts sowie eine möglicherweise zum Tode führende Einstichstelle weiter rechts.
Zum Lebensraum von Saadanius hijazensis gehören den in gleichen Erdschichten gefundenen Pflanzenresten zufolge Mangrovenwälder.

## Bedeutung des Fundes

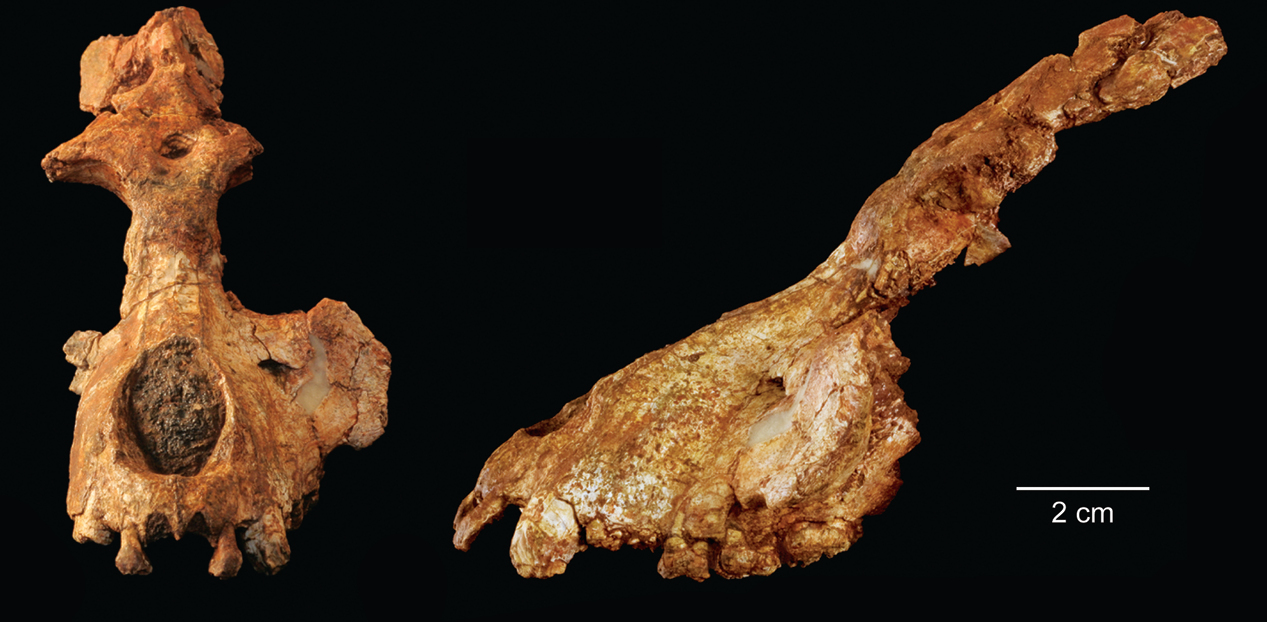
Blick von vorn und von der Seite auf das Typusexemplar

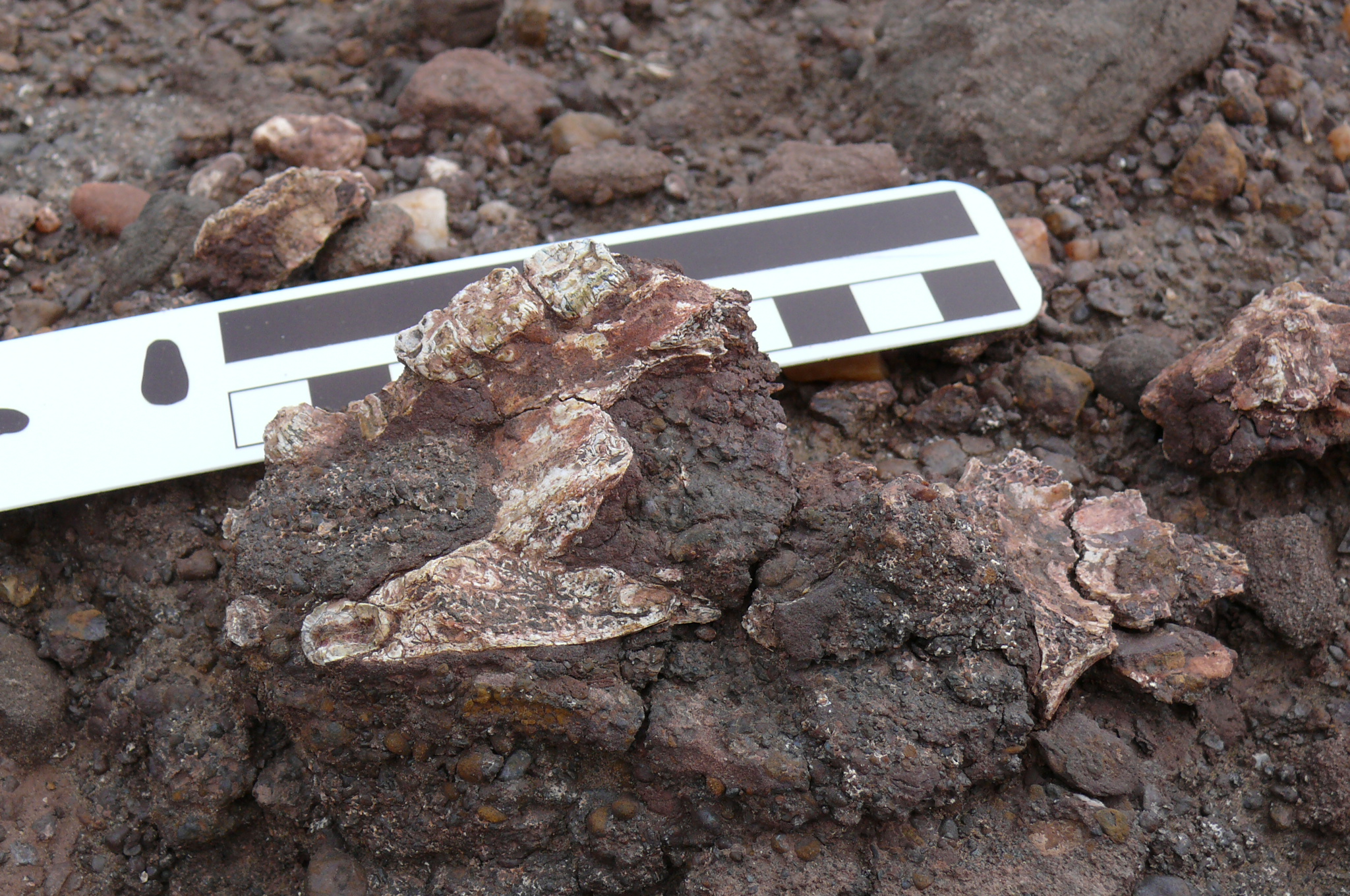
Die Lage des Fossils beim Auffinden: Gaumen und Zähne des Oberkiefers weisen nach oben.

Funde von fossilen Altweltaffen aus dem Oligozän – der Zeit vor ungefähr 34 bis 21 Millionen Jahren – sind bislang relativ selten. Sie gelten aber als besonders bedeutsam für die Rekonstruktion der Stammesgeschichte der Menschenartigen, da sich in dieser Epoche deren Abstammungslinie von jener der Meerkatzenverwandten trennte. Zu den Primaten-Fossilien dieser Epoche gehören beispielsweise die Arten der auf ein Alter von 35 bis 30 Millionen Jahre datierten Überfamilie Propliothecoidea, die Gattung Aegyptopithecus (34 bis 28 Millionen Jahre) und die deutlich jüngere, vor 27 bis 24 Millionen Jahre lebende Gattung Kamoyapithecus. Mit einem Alter von ungefähr 29 bis 28 Millionen Jahren füllt Saadanius somit eine Lücke in der Abfolge überlieferter Fossilien des mittleren Oligozäns.
Laut Rekonstruktion in der Erstbeschreibung vereinigt Saadanius hijazensis bestimmte ursprüngliche Merkmale und neu erworbene Merkmale, woraus geschlossen wurde, dass die Trennung der Menschenartigen von den Meerkatzenverwandten – wie zuvor schon andere Fossilienfunde nahelegt hatten – in der Zeit zwischen 29-28 und 24 Millionen Jahren vor heute erfolgte; die Untergrenze von 24 Mio. Jahren wurde abgeleitet aus der Einordnung von Kamoyapithecus bei den Menschenartigen. Mit Hilfe der so genannten Molekularen Uhr – deren Kalibrierung jedoch umstritten ist – war hingegen berechnet worden, dass die Trennung zwischen 34,5 und 29,2 Millionen Jahre erfolgt sei.

## Belege
1. ↑  Iyad S. Zalmout  William J. Sanders, Laura M. MacLatchy, Gregg F. Gunnell, Yahya A. Al-Mufarreh, Mohammad A. Ali, Abdul-Azziz H. Nasser, Abdu M. Al-Masari, Salih A. Al-Sobhi, Ayman O. Nadhra, Adel H. Matari, Jeffrey A. Wilson, Philip D. Gingerich: New Oligocene primate from Saudi Arabia and the divergence of apes and Old World monkeys. In: Nature. Band 466, 2010, S. 360–364, doi:10.1038/nature09094
2. ↑  Fossil find puts a face on early primates. Auf: eurekalert.org vom 14. Juli 2010
3. ↑  Lucas Laursen: Fossil skull fingered as ape–monkey ancestor. Auf: nature.com vom 14. Juli 2010, doi:10.1038/news.2010.354 (Volltext)
4. ↑  Michael E. Steiper u. a.: Genomic data support the hominoid slowdown and an Early Oligocene estimate for the hominoid–cercopithecoid divergence. In: PNAS. Band 101, Nr. 49, 2004, S. 17021–17026, doi:10.1073/pnas.0407270101